# Höhle von Arago

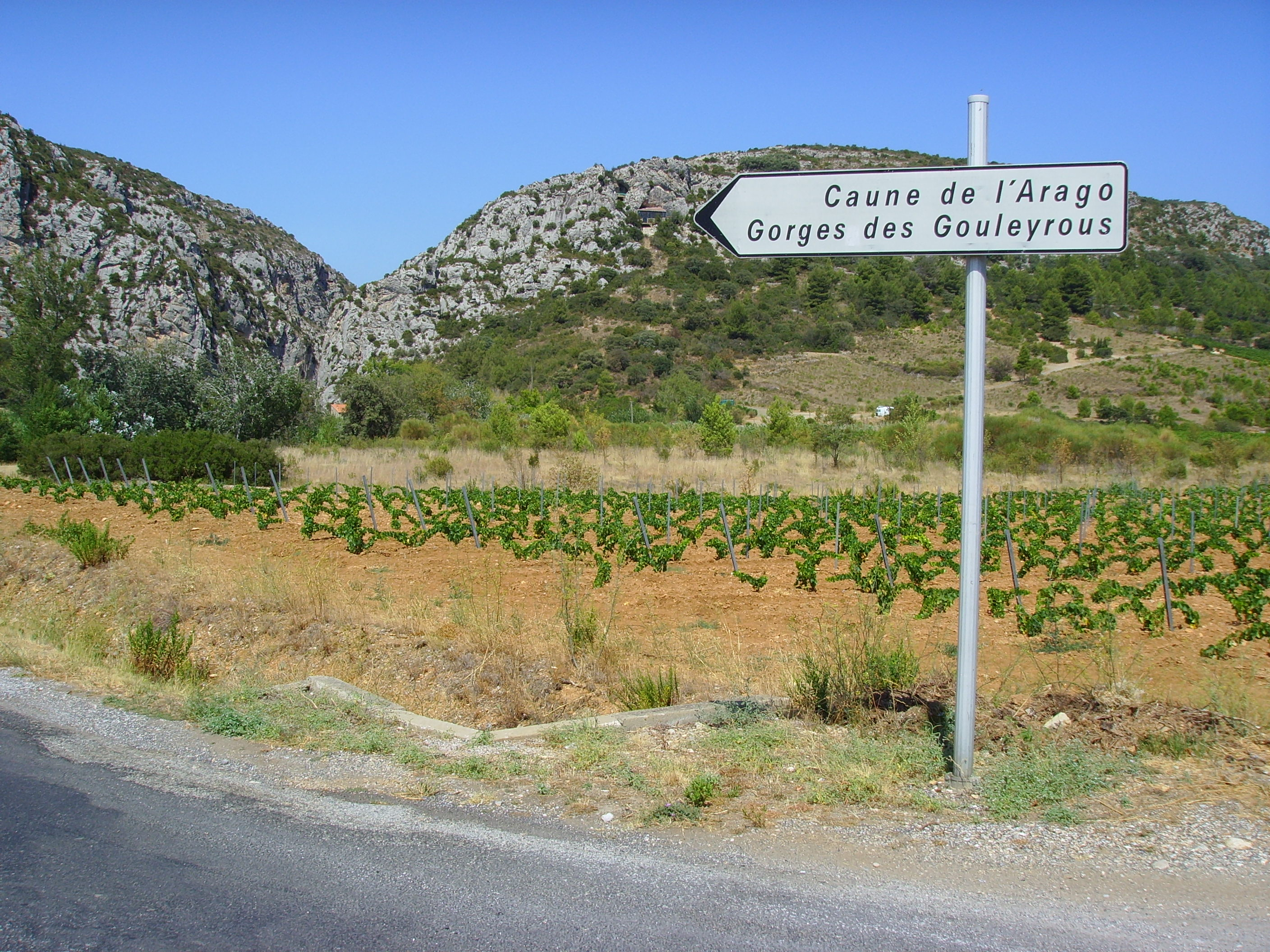
Blick aus der Ebene zur Höhle: Der Eingang befindet sich vor der Spitze des Schildes

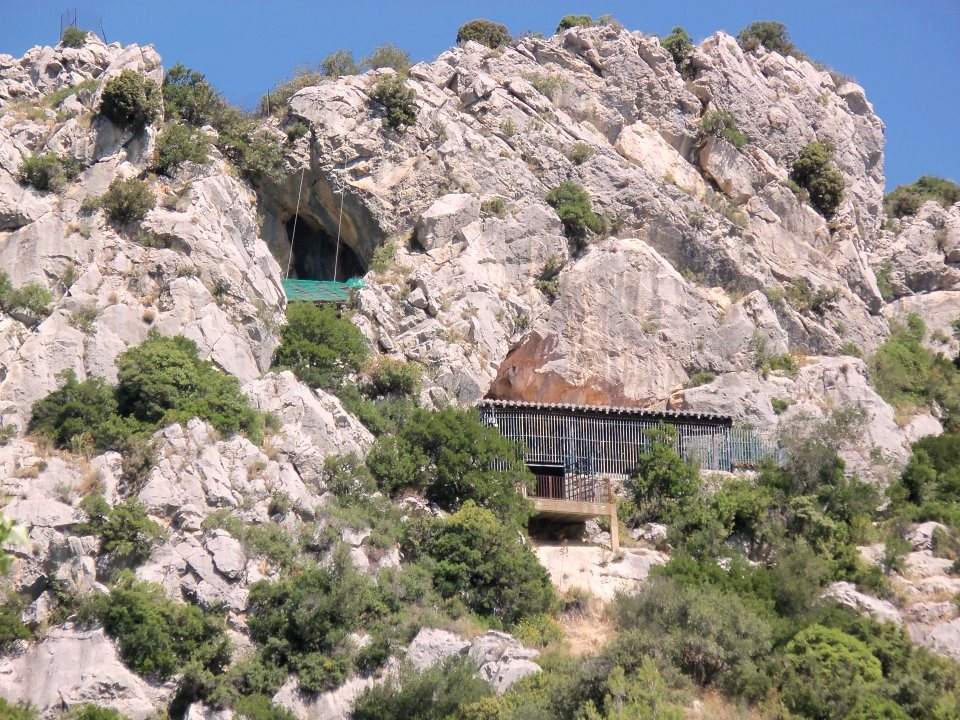
Blick auf die Höhle aus der Nähe

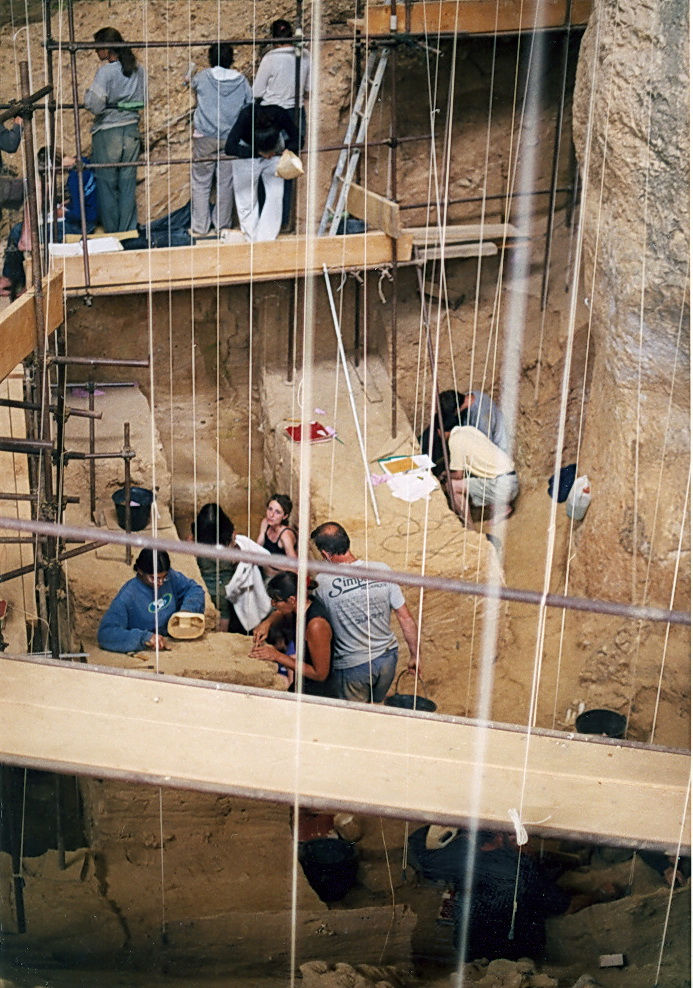
Das Innere der Höhle von Arago

Die Höhle von Arago (La Caune de l’Arago) ist eine Karsthöhle in den südlichen Ausläufern der Corbières, einem Bergland im südfranzösischen Département Pyrénées-Orientales, in der Nähe der Ortschaft Tautavel. 
In der Höhle wurden seit 1964 mehrere Dutzend Fossilien gefunden, deren Alter auf ca. 450.000 Jahre datiert wurde und die dem späten Homo erectus (= Homo heidelbergensis) zugeschrieben werden. Eines dieser Fossilien, der am 22. Juli 1971 freigelegte Schädel Arago XXI, wurde auch bekannt als Homme de Tautavel (Mensch von Tautavel). Die 20 km nordwestlich von Perpignan gelegene Höhle war schon im 19. Jahrhundert als Fundstätte von Tierfossilien bekannt, systematische Ausgrabungen begannen jedoch erst Anfang der 1960er-Jahre unter Leitung des französischen Paläoanthropologen Henry de Lumley.

## Beschreibung der Höhle
Die Höhle liegt rund 100 Meter über der Ebene von Tautavel, am Rand eines steilen Abhangs, der vom Flüsschen Verdouble in die Kalkfelsen der Gouleyrous-Klamm (einer beliebten Kletter-Formation) eingeschnitten wurde. Die Höhle ist heute ca. 40 Meter lang und 10 bis 15 Meter breit; ursprünglich war sie deutlich länger. Die im erhaltenen – hinteren – Bereich zunächst schräg nach unten abfallende Höhle begann sich vor rund 700.000 Jahren abwechselnd mit eingewehtem und mit eingesickertem Material zu füllen, ein Prozess, der bis mindestens vor 35.000 Jahren andauerte. Diese abwechselnd eher sandigen und eher tonigen Schichten korrelieren mit Temperaturänderungen (Kalt- und Warmzeiten) während des Pleistozäns.
Die im Laufe der Zeit entstandenen Schichten ließen sich teils anhand von Fossilien, teils auch anhand von Gesteinsmaterial datieren, d. h. relativ und absolut. Vor 30.000 bis 10.000 Jahren brach die Decke der Höhle teilweise ein; der originale Eingang und die Füllung der vorderen Hälfte stürzten zu Tal, und es entstand die heutige Einsturzdoline.

## Ausgrabungen

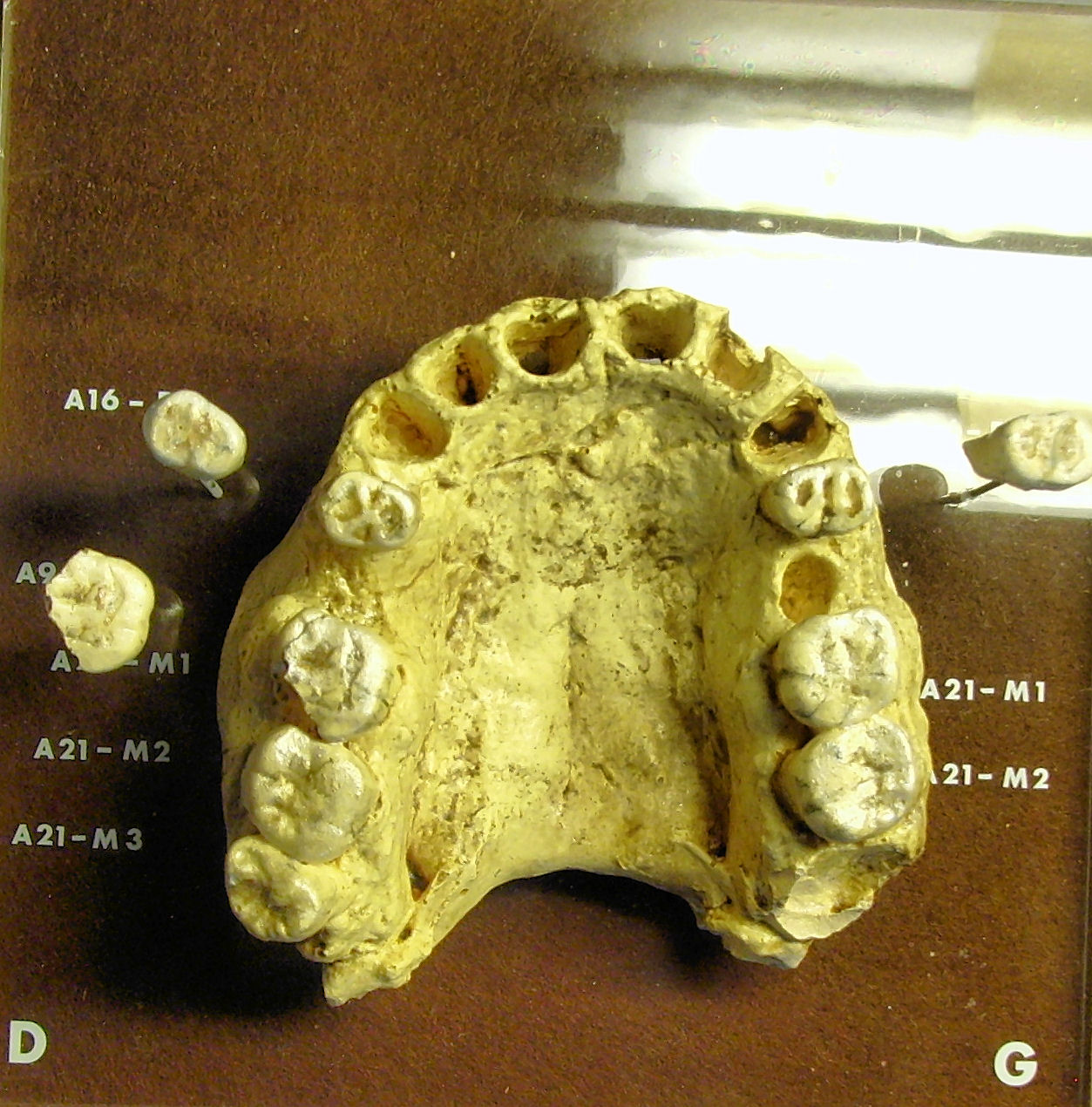
Das Fossil Arago I

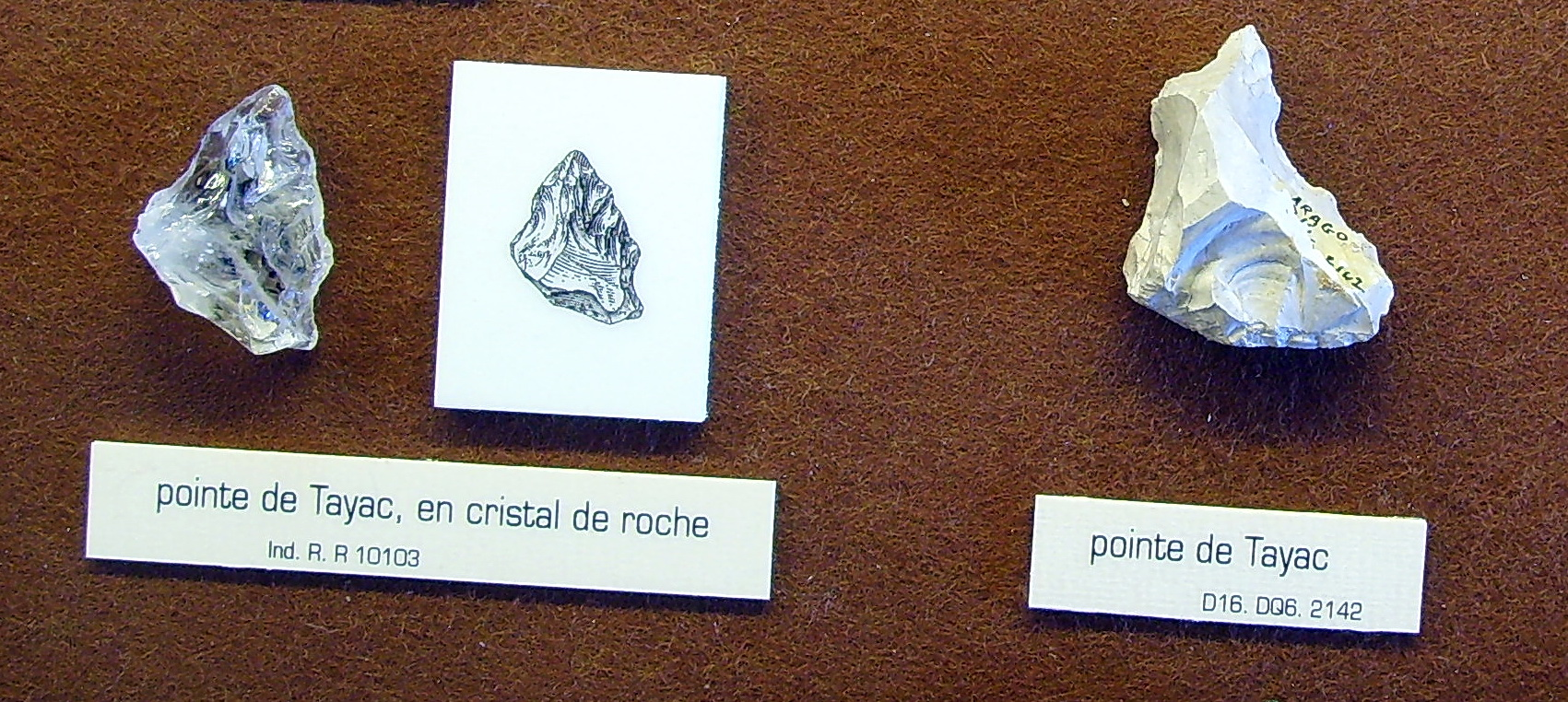
Steinwerkzeuge (links: Bergkristall)

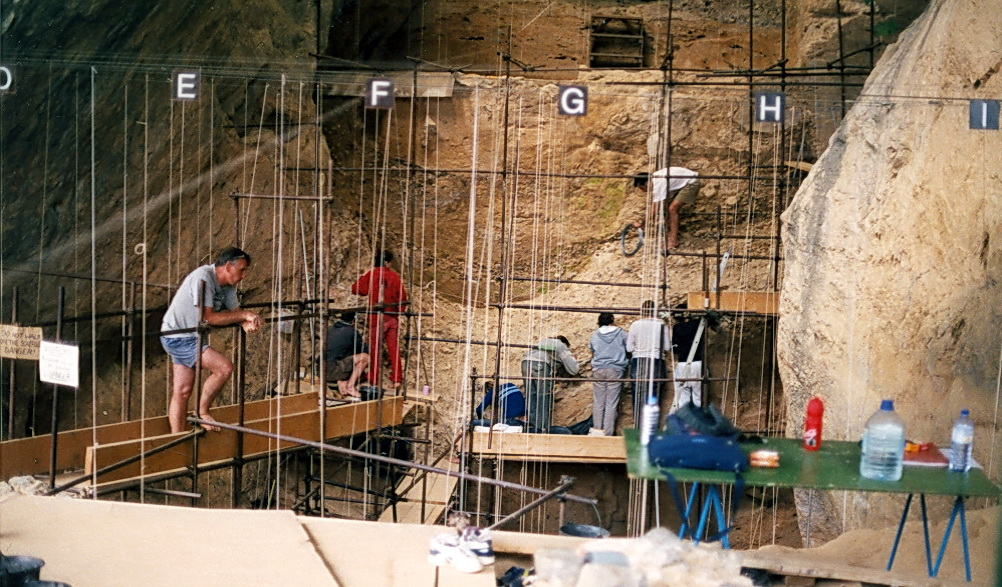
Vertikale Schnüre gliedern die Grabungsfläche

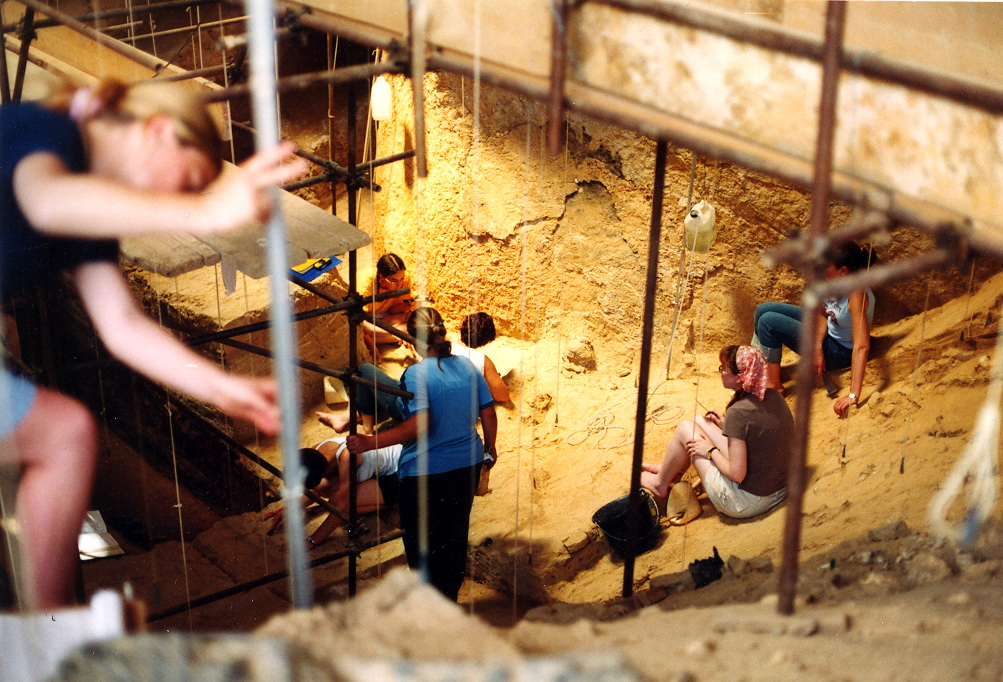
Blick vom oberen Höhlenrand auf die Grabungsfläche

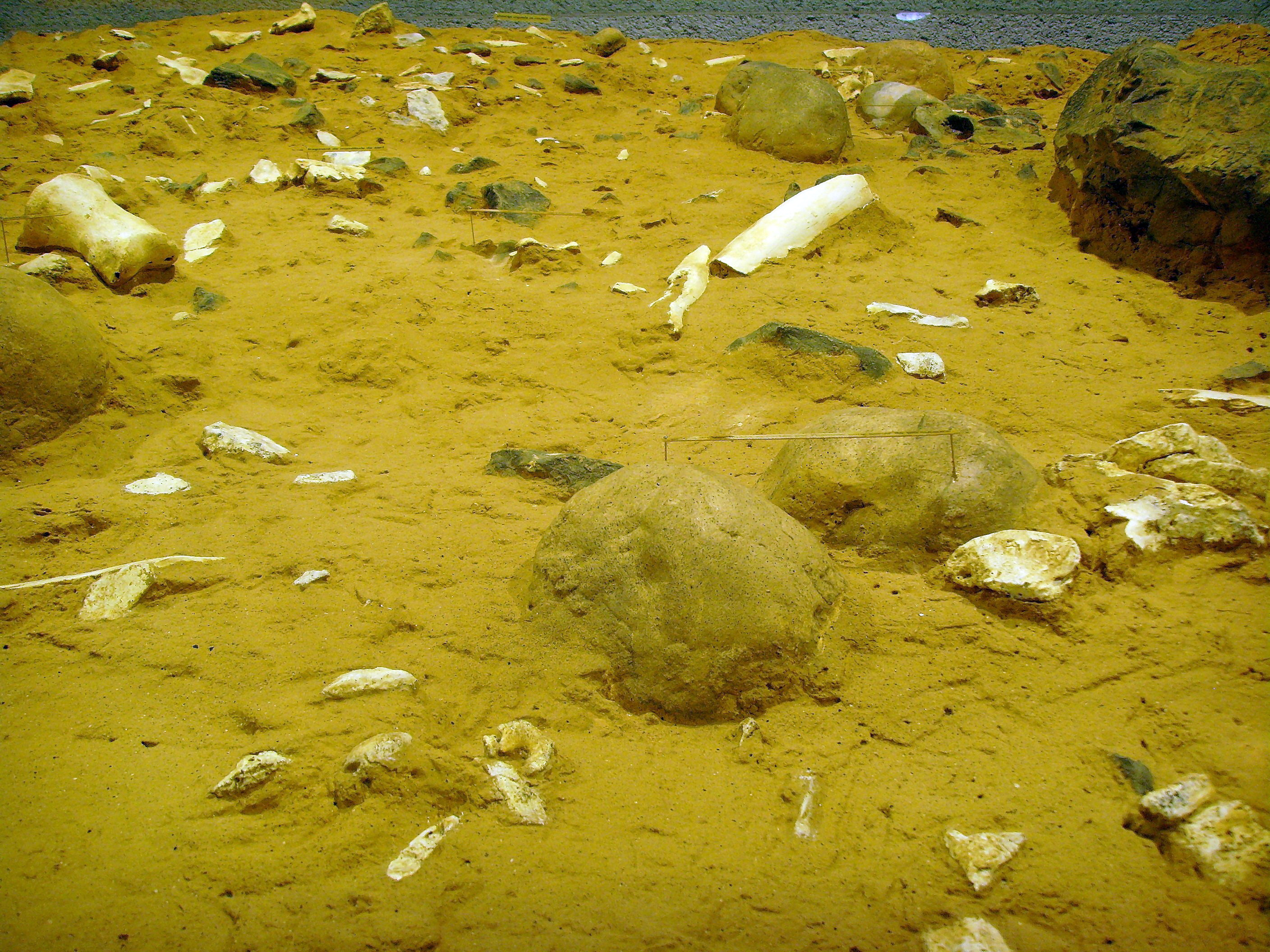
Fundsituation

Die Höhle von Arago ist eine international bekannte Forschungsstätte, in der jedes Jahr Grabungen stattfinden. Um die Lage der Fossilfunde genau beschreiben zu können, wurde in die Höhle ein Vermessungsraster eingezogen: Die gesamte Höhle ist durch vertikale Schnüre in Abschnitte von jeweils einem Quadratmeter unterteilt, wodurch zugleich auch die Tiefe der Fundschichten genau erfasst werden kann. Jedes Planquadrat ist durch eine Kombination aus Buchstabe und Ziffern (zum Beispiel F7) eindeutig benannt. Da der ursprüngliche Kalksteinboden der Höhle schräg nach unten verlief und die Fossilien führenden Schichten daher ebenfalls schräg verlaufen, gestalten sich die Ausgrabungsarbeiten äußerst kompliziert, da in vielen Planquadraten mehrere unterschiedlich alte Schichten schräg anstehen.
Anhand von Pollenfunden konnte den Schichten, in denen Fossilien von Homo heidelbergensis entdeckt wurden, zumindest näherungsweise eine bestimmte Vegetation zugeordnet werden:
„Die Pollenanalyse ermittelte in den etwa 550.000 Jahre alten Schichten eine für kaltes und trockenes Klima typische Vegetation, die einer Grassteppe, in der Umgebung der Caune de l'Arago. Im Zeitraum von vor 500.000 bis 450.000 Jahren scheint ein feuchtes, mildes Klima und Laubwald vorgeherrscht zu haben. Zwischen 450.000 und 400.000 Jahren vor unserer Zeit war das Gelände wahrscheinlich recht offen, doch haben Bäume und Sträucher (…) fortbestanden.“
In der Höhle wurden ferner zahlreiche Knochen von Tieren gefunden, die von den Bewohnern der Höhle dorthin verbracht worden waren; zahlreiche Knochen weisen Spuren von Steinwerkzeugen auf. Besonders häufig stießen die Ausgräber in 500.000 Jahre alten Schichten auf Reste von Edelhirschen, die dem heutigen Rothirsch nahestehen. Grundnahrungsmittel der vor 450.000  Jahre lebenden hommes de Tautavel war – ähnlich den Befunden aus Vértesszőlős – vermutlich Fleisch von Equus mosbachensis, einem robusten Pferd, das in offenem Gelände lebte. Gejagt wurden ferner Tahre (Hemitragus bonali) und gelegentlich Steppenwisente (Bos priscus). Da die Höhle immer wieder auch von Raubtieren wie Höhlenbären (Ursus deningeri; von ihm wurde ein komplettes, 500.000 Jahre altes Skelett ausgegraben), Wölfen (Canis etruscus), Wildhunden (Cuon priscus) und Höhlenlöwen (Panthera spelaea) bewohnt war, sind jedoch nur die eindeutig von Werkzeugen angeritzten Knochenfunde ein zweifelsfreier Beleg für die Jagd der hommes de Tautavel. Fischabfälle wurden nicht gefunden.
Auch konnten die vor 450.000 Jahren in der Höhle von Arago lebenden Vertreter der Gattung Homo den Ausgrabungsbefunden zufolge noch nicht mit dem Feuer umgehen: „Kein verkohltes Holz, kein angebrannter Knochen, kein erhitzter Stein ist in Schichten gefunden worden, die älter als 400.000 Jahre sind.“
Die Höhle ist den nachweisbaren Funden zufolge bis in die Zeit der späten Neandertaler vor 35.000 Jahren ungefähr zwanzigmal zeitweise von Individuen der Gattung Homo genutzt worden.

## Besichtigung
Offizielle Besichtigungen werden gelegentlich während der Grabungsperioden im Sommer angeboten. Ein inoffizieller Einblick in die Höhle ist jedoch in der Regel während der Grabungsperioden zumindest vom heutigen Eingang und von einer dahinter befindlichen kleinen Besucherplattform aus möglich. Die Zufahrt zur Höhle geht in nordwestlicher Richtung von der Verbindungsstraße D9 ab, auf ungefähr halbem Weg zwischen Tautavel und der Nachbargemeinde Vingrau; sie endet auf einem unbefestigten Parkplatz. Links von der Wassergewinnungsanlage führt ein schmaler, steiler Aufstieg hinauf zur Höhle. Im Bereich des Austritts des Verdouble aus der Gouleyrous-Klamm existiert ein im Sommer von den Einwohnern der benachbarten Orte rege besuchter Picknickplatz.
Im Musée de Préhistoire in Tautavel ist ein Nachbau der Höhle von Arago zu besichtigen. Ferner werden dort Kopien der Fossilien von Homo heidelbergensis sowie zahlreiche in der Höhle gefundene Steinwerkzeuge und Tierfossilien gezeigt. In mehreren Dioramen werden Lebenswelten aus der Epoche der hommes de Tautavel dargestellt. Durch eine vom Museum aus fernsteuerbare Kamera lassen sich die Arbeiten in der Höhle auf mehreren Bildschirmen beobachten.

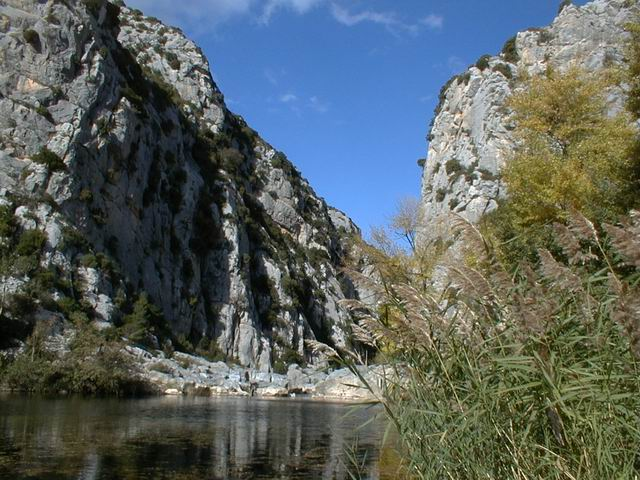
Blick vom Verdouble zur Gouleyrous-Klamm; rechts oben befindet sich die Höhle
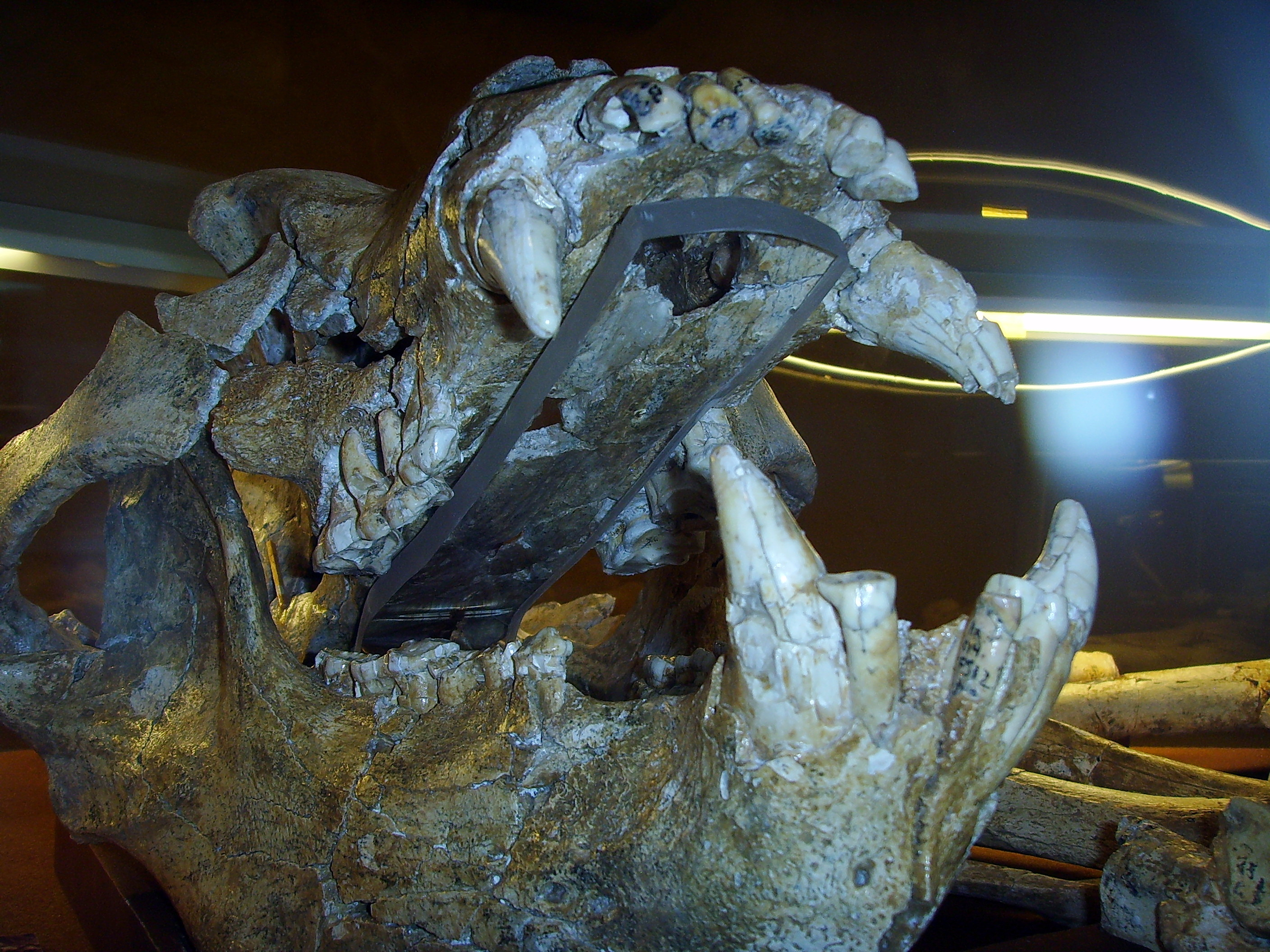
Original eines Höhlenbären (Ursus deningeri)
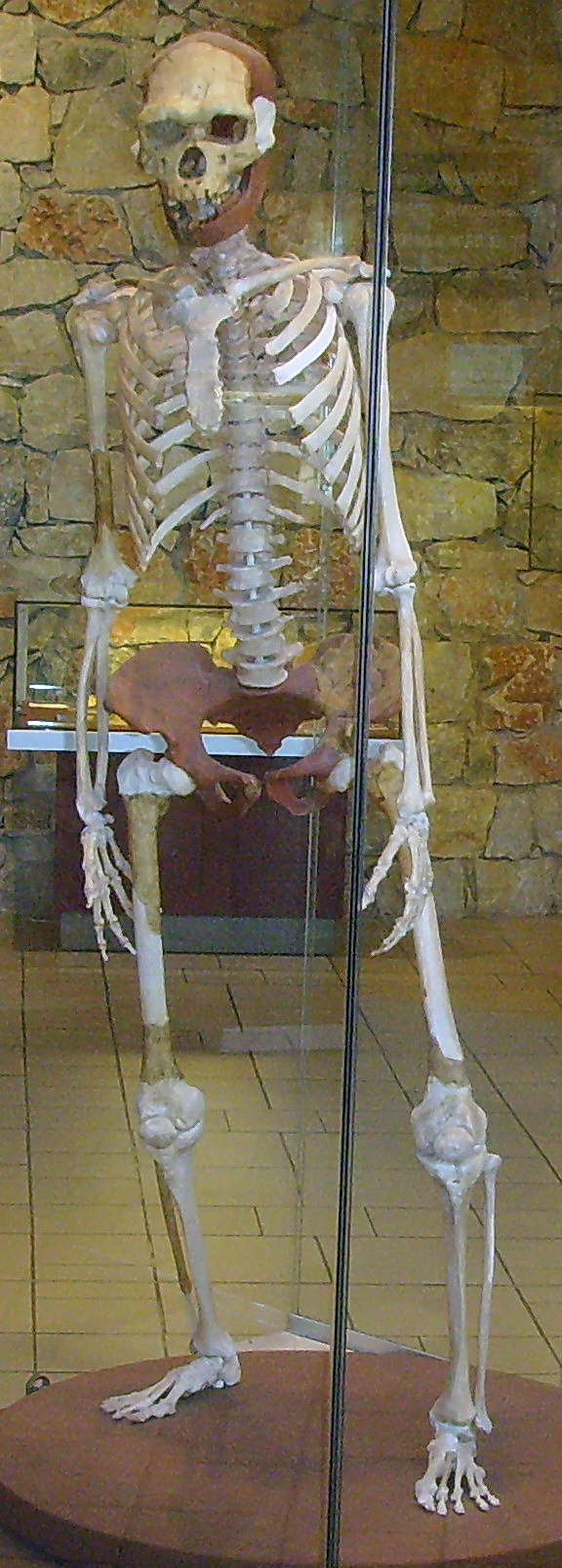
Rekonstruktion eines Homo erectus im Musée de Préhistoire
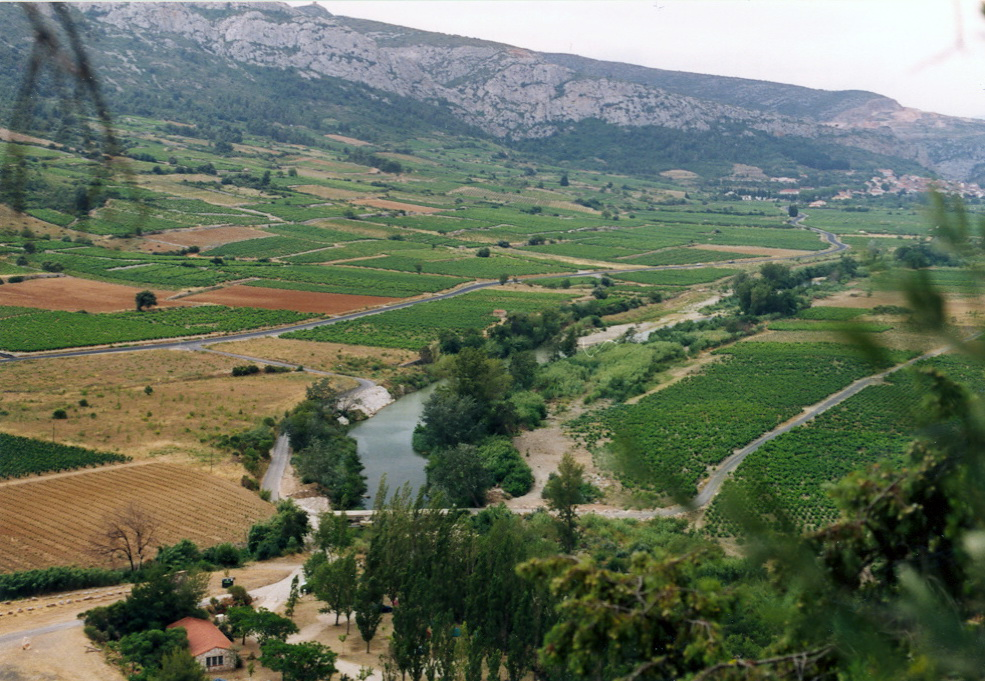
Blick vom Höhleneingang ins Tal des Verdouble

## Belege
1. ↑  Musée de Tautavel. Tautavel 2000 (deutsche Ausgabe des fünfzigseitigen Museumsführers), S. 21.
2. ↑  Musée de Tautavel. Tautavel 2000 (deutsche Ausgabe des fünfzigseitigen Museumsführers), S. 29.

Koordinaten: 42° 50′ 22″ N, 2° 45′ 18″ O